# Colin Finlayson
Colin Finlayson, né le 24 janvier 1903 à Lismore (Australie) et mort le 11 mars 1955, est un rameur d'aviron canadien.

## Palmarès

### Jeux olympiques
- Paris 1924
  -  Médaille d'argent en deux barré[1].